# 长柄阴地蕨
长柄阴地蕨（学名：Botrychium longipedunculatum）为阴地蕨科阴地蕨属下的一个种。

## 扩展阅读
- 維基物種上的相關：长柄阴地蕨